# Saint-Amand-en-Puisaye
Pour les articles homonymes, voir Saint-Amand.
Saint-Amand-en-Puisaye est une commune française, située dans le département de la Nièvre en région Bourgogne-Franche-Comté. Elle est labellisée Cité de Caractère de Bourgogne Franche-Comté depuis 2019.
Ses habitants sont appelés les Saint-Amandois, ou les Amandinois.

## Géographie
La ville est située sur la rive gauche de la Vrille. La moitié de la superficie de la commune est constituée de forêt de chênes, notamment par la forêt de Saint-Fargeau.

### Communes limitrophes
| Lavau (Yonne) | Saint-Fargeau (Yonne)  | Moutiers-en-Puisaye (Yonne) |
| Arquian       | Saint-Amand-en-Puisaye | Treigny (Yonne)             |
| Saint-Vérain  | Bitry                  | Dampierre-sous-Bouhy        |

### Transports
Jusqu'à la Seconde Guerre mondiale, la ville était desservie par un train en voie métrique appelé « le Tacot » (locomotives de type Corpet-Louvet) qui servait notamment à acheminer les poteries vers la gare de Cosne-sur-Loire (elles y étaient alors transbordées vers d'autres wagons pour voies normales) et serpentait à travers la campagne via Saint-Vérain (la gare se trouve toujours là, au bout de la rue de la gare). La faible rentabilité du transport voyageur et les 55 passages à niveau non protégés ont conduit au démontage intégral de cette ligne dont l'ouvrage le plus impressionnant était le viaduc en fer de Cosne-sur-Loire.

### Climat
Pour des articles plus généraux, voir Climat de la Bourgogne-Franche-Comté et Climat de la Nièvre.
En 2010, le climat de la commune est de type climat océanique dégradé des plaines du Centre et du Nord, selon une étude du Centre national de la recherche scientifique s'appuyant sur une série de données couvrant la période 1971-2000. En 2020, Météo-France publie une typologie des climats de la France métropolitaine dans laquelle la commune est exposée à un climat océanique altéré et est dans la région climatique  Centre et contreforts nord du Massif Central, caractérisée par un air sec en été et un bon ensoleillement.
Pour la période 1971-2000, la température annuelle moyenne est de 10,3 °C, avec une amplitude thermique annuelle de 15,8 °C. Le cumul annuel moyen de précipitations est de 754 mm, avec 11,8 jours de précipitations en janvier et 7,3 jours en juillet. Pour la période 1991-2020, la température moyenne annuelle observée sur la station météorologique de Météo-France la plus proche, « Moutiers_sapc », sur la commune de Moutiers-en-Puisaye à 12 km à vol d'oiseau, est de 11,0 °C et le cumul annuel moyen de précipitations est de 870,3 mm. 
La température maximale relevée sur cette station est de 41,3 °C, atteinte le 25 juillet 2019 ; la température minimale est de −20,2 °C, atteinte le 6 janvier 1971,,.
Les paramètres climatiques de la commune ont été estimés pour le milieu du siècle (2041-2070) selon différents scénarios d'émission de gaz à effet de serre à partir des nouvelles projections climatiques de référence DRIAS-2020. Ils sont consultables sur un site dédié publié par Météo-France en novembre 2022.

## Urbanisme

### Typologie
Au 1er janvier 2024, Saint-Amand-en-Puisaye est catégorisée commune rurale à habitat dispersé, selon la nouvelle grille communale de densité à sept niveaux définie par l'Insee en 2022.
Elle est située hors unité urbaine et hors attraction des villes,.

### Occupation des sols
L'occupation des sols de la commune, telle qu'elle ressort de la base de données européenne d’occupation biophysique des sols Corine Land Cover (CLC), est marquée par l'importance des territoires agricoles (50,4 % en 2018), une proportion sensiblement équivalente à celle de 1990 (50,7 %). La répartition détaillée en 2018 est la suivante : forêts (47 %), prairies (37,5 %), terres arables (9,8 %), zones agricoles hétérogènes (3,1 %), zones urbanisées (2,6 %). L'évolution de l’occupation des sols de la commune et de ses infrastructures peut être observée sur les différentes représentations cartographiques du territoire : la carte de Cassini (XVIIIe siècle), la carte d'état-major (1820-1866) et les cartes ou photos aériennes de l'IGN pour la période actuelle (1950 à aujourd'hui).

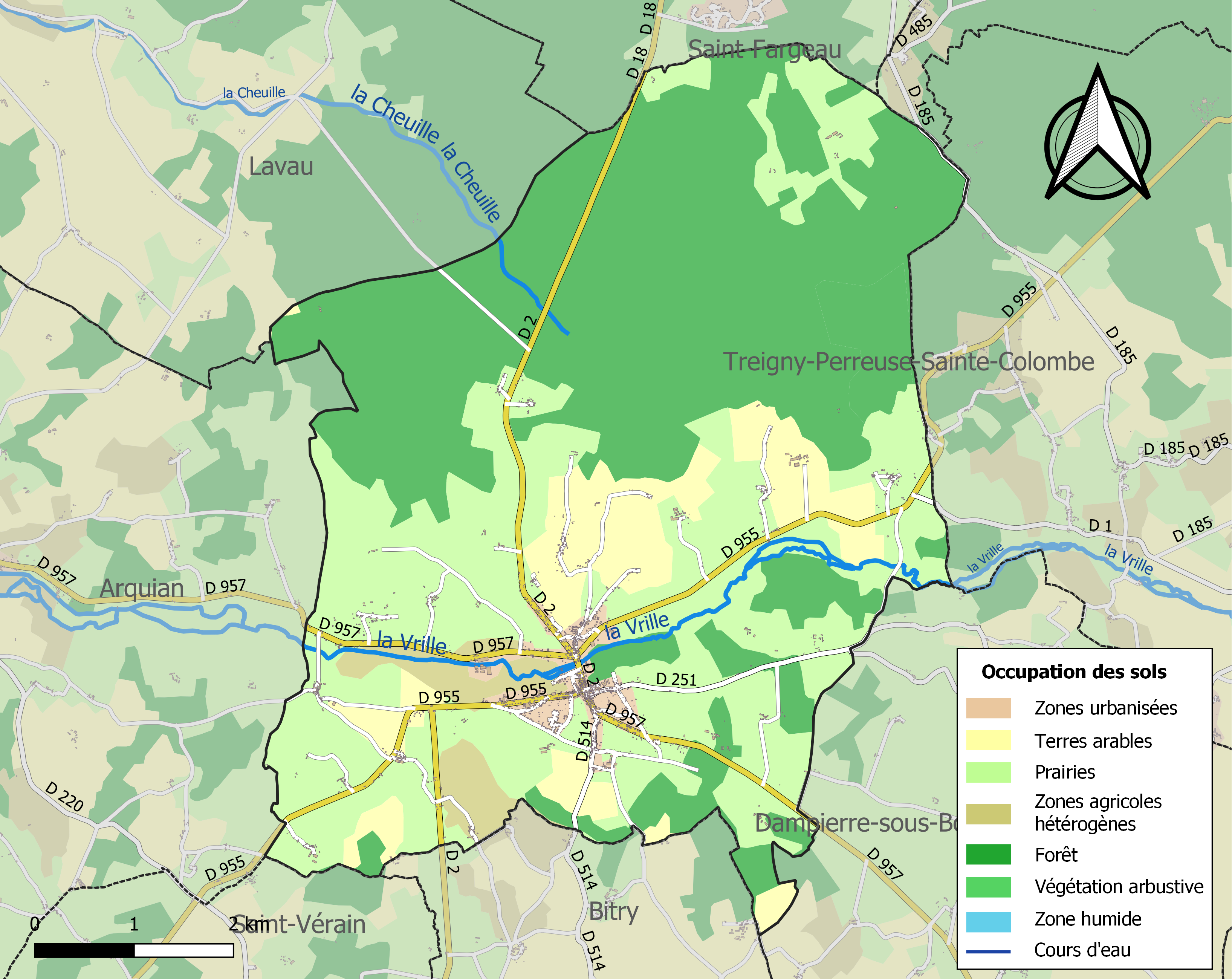
Carte des infrastructures et de l'occupation des sols de la commune en 2018 (CLC).

## Histoire
La ville fut tout d’abord nommée Paciolus depuis l’Antiquité, pour devenir Poiseia en 1147, puis Puiseio en 1161, Pulegia en 1218.
De 1314 à 1509, elle a successivement pris les noms de Posoye, Puiseya, Puisoye, pour finir en 1509 par l’appellation que nous lui connaissons aujourd’hui, Puisaye.
Puisaye, alias Saint-Amand, relevait des maîtres de la Puisaye, les sires de Toucy,, ; l'héritière Jeanne de Toucy († 1317), fille de Jean de Toucy et Emma de Laval, transmit ses biens à son mari Thiébaut II de Bar († 1291), épousé en 1266. Saint-Amand échut ensuite à leur fils cadet, Erard de Bar († 1335), sire de Pierrepont et d'Ancerville, marié à Isabelle de Lorraine, puis à la benjamine de ces derniers, Henriette de Bar-Pierrepont, qui épousa vers 1359 Henri de Lützelstein (La Petite-Pierre).
Les Lützelstein ne parvinrent pas à se maintenir à Puisaye (même si en avril 1373 Charles V ordonne qu'Henriette de Bar et de son mari Henri soient remis en possession de cette terre), qui passa à la descendance d'une nièce d'Henriette, Yolande de Bar-Pierrepont, femme d'Eudes VII de Grancey : 
- Ainsi, Blanche d'Aumont († 1530)[20],[21], fille de Jacques Ier d'Aumont et Catherine d'Estrabonne & Nolay, et petite-fille paternelle de Jean IV Hutin d'Aumont et Yolande de Châteauvillain (Yolande était fille de Jean IV de Châteauvillain et Jeanne de Grancey, elle-même fille de Yolande de Bar-Pierrepont et d'Eudes de Grancey ci-dessus), est dame de St-Amand ; elle épouse vers 1477/1478 François de Rochechouart de Chandeniers (1450-1530), sire de Javarzay[22],[23], gouverneur de Gênes pour Louis XII, sénéchal de Toulouse ; leur fils cadet Antoine de Rochechouart-Faudoas (1486-† à Cérisoles), marié à Catherine de Faudoas, chambellan-échanson du roi, sénéchal de Toulouse, construit le château Renaissance.
  - Le fils d'Antoine et Catherine, Charles de Rochechouart, baron de Faudoas et de St-Amand, laisse deux filles de sa femme Françoise de Maricourt de Mouchy[24], dame de Sérifontaine, qui exercent la co-seigneurie de St-Amand : 
    - Marie-Claude (x 1571 Léonor Chabot de Jarnac[25]) ; et Charlotte de Rochechouart (x Gilles du Breuil de Théon).

À la génération suivante, on trouve comme co-barons de St-Amand : 
- Claude Chabot de Jarnac, mariée à son grand-cousin Aloph III Rouault, seigneur de Thiembronne et de Sérifontaine, arrière-arrière-petit-fils du maréchal Joachim, et fils de Nicolas Rouault de Gamaches et Claude de Maricourt, la propre sœur cadette de ladite Françoise de Maricourt ;
- et Marguerite du Breuil de Théon, épouse en 1602 de Claude de Bourdeilles de Matha[26] (tué en 1622 au siège de Royan ; par ailleurs cousin issu de germain de Louis de Vivonne de La Châtaigneraie, le 1er mari d'Eléonore Chabot, sœur aînée de Claude Chabot et donc autre fille de Marie-Claude de Rochechouart et Léonor Chabot).

Encore une génération, et la baronnie est réunifiée, car Claude Rouault, fille d'Aloph et Claude Chabot, marie son cousin issu de germains Henri Cigneroc de Bourdeilles de Matha. (Pour parfaire l'enchevêtrement familial, veuf de Claude Chabot dès ou avant 1620, Aloph Rouault s'était remarié en 1627 avec Marguerite du Breuil de Théon, veuve en 1622 de Claude de Matha : d'où Louise-Henriette Rouault, femme de François de Bullion).
Mais en 1659, le cardinal Mazarin (1602-1661) achète le duché de Nevers (ou du Nivernais) et la seigneurie de St-Amand, hérités ensuite par son neveu Philippe Mancini (1641-1707) puis son petit-neveu Philippe-Jules-François Mancini (1676-1768).
Léonard Guyot de Montchougny (1662-1731), secrétaire du Roi, Receveur Général des Aides et Domaines, achète la terre de St-Amand en 1710 et ses descendants, faits marquis de Saint-Amand en 1760, conservent le château et le domaine jusqu’en 1896.

## Poterie
La tradition potière de Saint-Amand-en-Puisaye remonte au XIVe siècle, époque à laquelle la région commence à exploiter ses riches gisements d'argile. C'est à partir du XVIe siècle que la ville devient un centre important de production céramique, se spécialisant dans la poterie utilitaire en grès. Les artisans locaux développent une expertise particulière dans la fabrication de pots, cruches, bouteilles et autres contenants résistants et imperméables, prisés pour la conservation des aliments et des boissons. Au fil des siècles, la réputation des poteries de Saint-Amand s'étend au-delà de la région, notamment grâce à la qualité exceptionnelle du grès produit. Le XIXe siècle vit l'apogée de cette industrie traditionnelle, avec de nombreux ateliers familiaux transmettant leur savoir-faire de génération en génération.
Au XXe siècle, Saint-Amand-en-Puisaye connait une évolution de sa tradition potière avec l'émergence de la production de céramiques en faïence colorée, ou majoliques. Trois entreprises principales se sont distinguées dans cette spécialité : l'atelier de Jean Maubrou, le plus ancien, suivi par celui des frères Lacheny et celui des frères Gaubier. Cette nouvelle orientation de la production céramique locale s'est également étendue, bien que dans une moindre mesure, aux communes voisines de Dampierre et Moutiers, où Jean Langlade puis Louis Cagnat ont poursuivi cette activité. Une caractéristique technique commune à tous ces ateliers était l'utilisation de fours moufle pour la cuisson, une méthode où les pièces n'étaient pas en contact direct avec la flamme, permettant ainsi un meilleur contrôle de la cuisson et la préservation des couleurs vives caractéristiques de la majolique.
Aujourd'hui, le Musée du grès expose des grès traditionnels ainsi que des œuvres du sculpteur et potier Carriès et des artistes de l’école de Carriès. La ville a acquis le label Villes et Métiers d'Art et organise tous les ans des marchés du grès, y compris du grès contemporain. Le centre international de formation aux métiers d’art et de la céramique (EMA-CNIFOP), est un centre de formation professionnelle qui prépare ou perfectionne aux métiers du grès.

## Politique et administration

### Liste des maires
| Période                                  | Période  | Identité             | Étiquette | Qualité               |
| ---------------------------------------- | -------- | -------------------- | --------- | --------------------- |
| 1878                                     | 1884     | M. Achille Jacquet   |           |                       |
| 1884                                     | 1895     | M. Martin Aubard     |           |                       |
| 1895                                     | 1896     | M. Irsam Genty       |           |                       |
| 1896                                     | 1910     | M. Augustin Delafond |           |                       |
| 1910                                     | 1940     | Arsène-Célestin Fié  | PRS       | Député de 1924 à 1942 |
| 1945                                     | 1947     | M. Aristide Mallet   |           |                       |
| 1947                                     | 1951     | M. Henri Boisson     |           |                       |
| 1951                                     | 1959     | M. Roger Aubert      |           |                       |
| 1959                                     | 1971     | M. Georges Richard   |           |                       |
| 1971                                     | 1981     | M. André Cormery     |           |                       |
| 1981                                     | 1984     | M. Jean Cacheleux    |           |                       |
| 1984                                     | 1989     | M. Jacques Lacheny   |           | Potier                |
| 1989                                     | 1995     | M. Marcel Durand     |           |                       |
| 1995                                     | 2001     | M. Jean Camus        |           | Potier                |
| mars 2001                                | 2014     | Odile Doreau         | DVD       | Retraité              |
| mars 2014                                | 2020     | Joël Guémin          | DVG       |                       |
| 2020                                     | En cours | Gilles Reverdy       | DVG       |                       |
| Les données manquantes sont à compléter. |          |                      |           |                       |

### Jumelages
- Italie : Castellamonte, Piémont

## Démographie
L'évolution du nombre d'habitants est connue à travers les recensements de la population effectués dans la commune depuis 1793. Pour les communes de moins de 10 000 habitants, une enquête de recensement portant sur toute la population est réalisée tous les cinq ans, les populations de référence des années intermédiaires étant quant à elles estimées par interpolation ou extrapolation. Pour la commune, le premier recensement exhaustif entrant dans le cadre du nouveau dispositif a été réalisé en 2008.
En 2022, la commune comptait 1 211 habitants, en évolution de −5,54 % par rapport à 2016 (Nièvre : −3,28 %, France hors Mayotte : +2,11 %).
| 1793  | 1800  | 1806  | 1821  | 1831  | 1836  | 1841  | 1846  | 1851  |
| ----- | ----- | ----- | ----- | ----- | ----- | ----- | ----- | ----- |
| 1 328 | 1 360 | 1 394 | 1 647 | 1 690 | 1 806 | 1 845 | 2 077 | 2 178 |

| 1856  | 1861  | 1866  | 1872  | 1876  | 1881  | 1886  | 1891  | 1896  |
| ----- | ----- | ----- | ----- | ----- | ----- | ----- | ----- | ----- |
| 2 181 | 2 331 | 2 357 | 2 448 | 2 428 | 2 445 | 2 496 | 2 446 | 2 261 |

| 1901  | 1906  | 1911  | 1921  | 1926  | 1931  | 1936  | 1946  | 1954  |
| ----- | ----- | ----- | ----- | ----- | ----- | ----- | ----- | ----- |
| 2 099 | 2 072 | 2 053 | 1 831 | 1 804 | 1 739 | 1 690 | 1 654 | 1 606 |

| 1962  | 1968  | 1975  | 1982  | 1990  | 1999  | 2006  | 2008  | 2013  |
| ----- | ----- | ----- | ----- | ----- | ----- | ----- | ----- | ----- |
| 1 485 | 1 427 | 1 337 | 1 394 | 1 361 | 1 397 | 1 332 | 1 313 | 1 278 |

| 2018  | 2022  | - | - | - | - | - | - | - |
| ----- | ----- | - | - | - | - | - | - | - |
| 1 233 | 1 211 | - | - | - | - | - | - | - |

## Culture locale et patrimoine

### Lieux et monuments

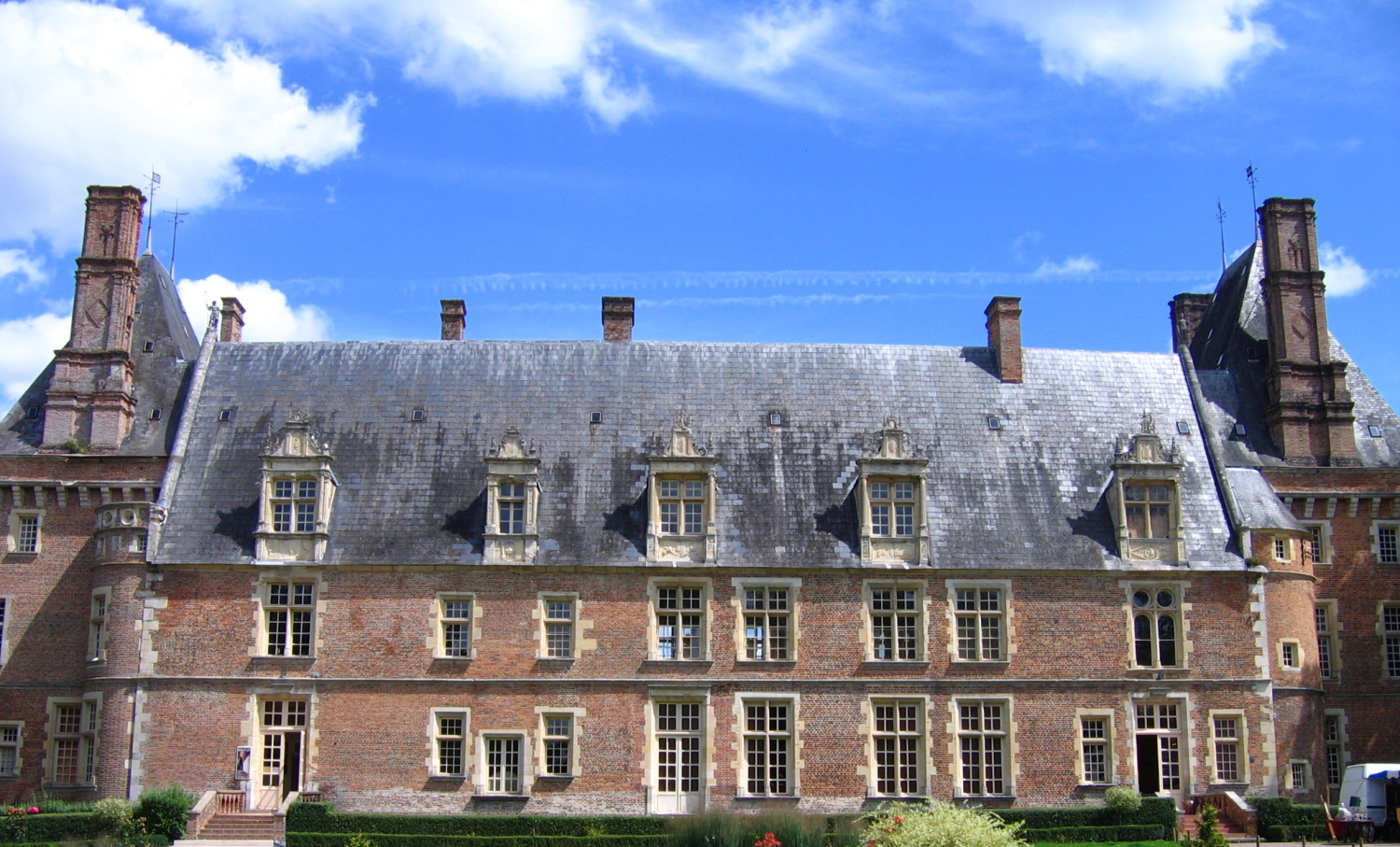
Vue d’ensemble du château.

La commune abrite deux monuments historiques : le château et l’église Saint-Amand.
Le château de Saint-Amand-en-Puisaye est un des plus importants châteaux de la Renaissance dans le Nivernais. Il fut reconstruit entre 1530 et 1540 par Antoine de Rochechouart-Chandeniers-Faudoas (1486-1549), fils d'un chambellan du roi François Ier, sur l'emplacement d'une forteresse féodale probablement détruite par le duc de Bourgogne quand celui-ci, en 1402, envahit l'Auxerrois. Le château appartint depuis à la famille Mancini, duc de Nevers. Il a été un temps propriété du comte Nils de Barck, aristocrate suédois, sculpteur et céramiste, puis de Jules Guiraud, gouverneur de la Banque de France. Le château abrite aujourd'hui un musée consacré à la céramique, activité qui fait la renommée de la ville et de ses environs.
Inscrit en 1986, il a ensuite été classé par arrêté du 28 novembre 1991.

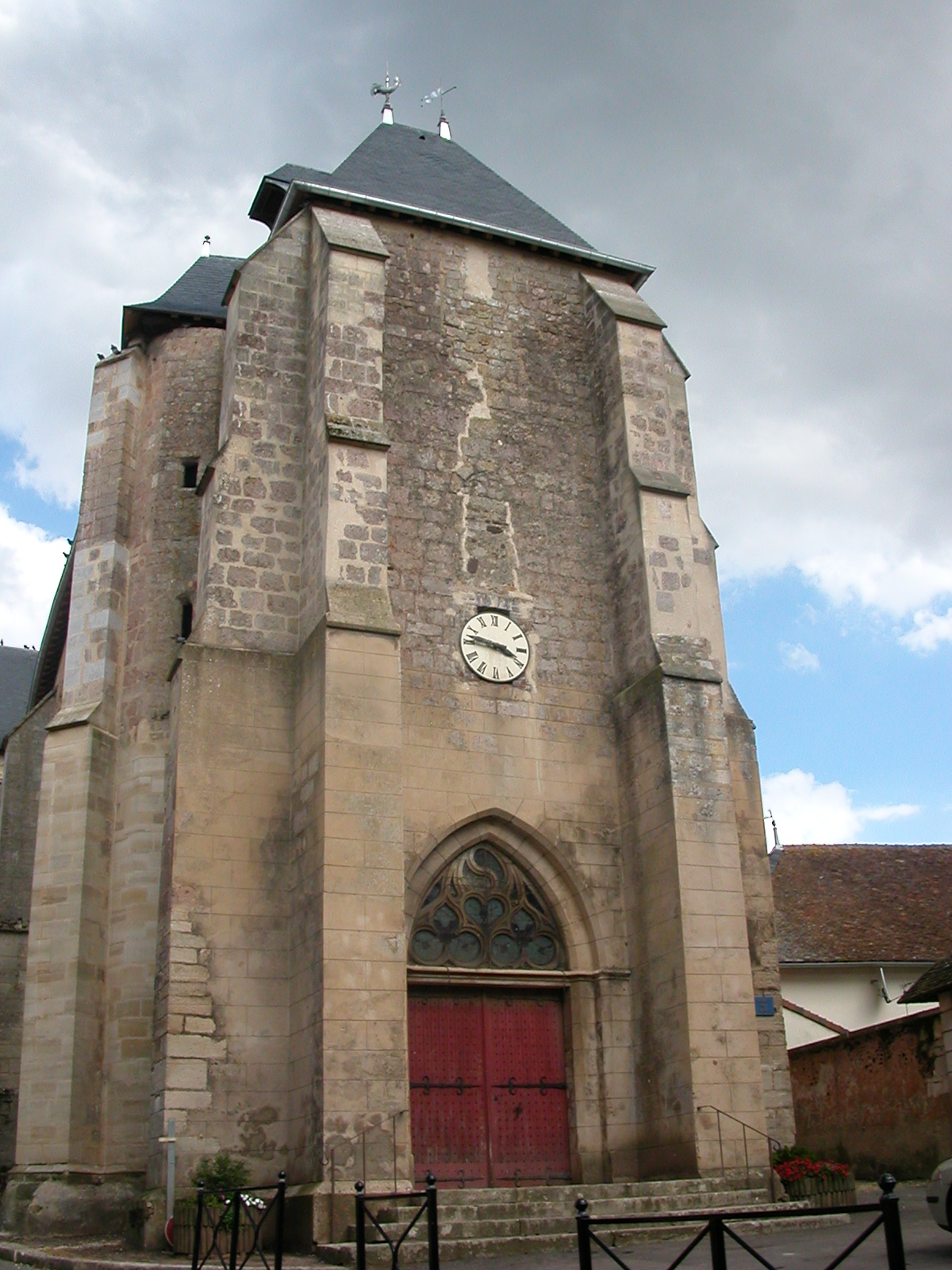
Le clocher.
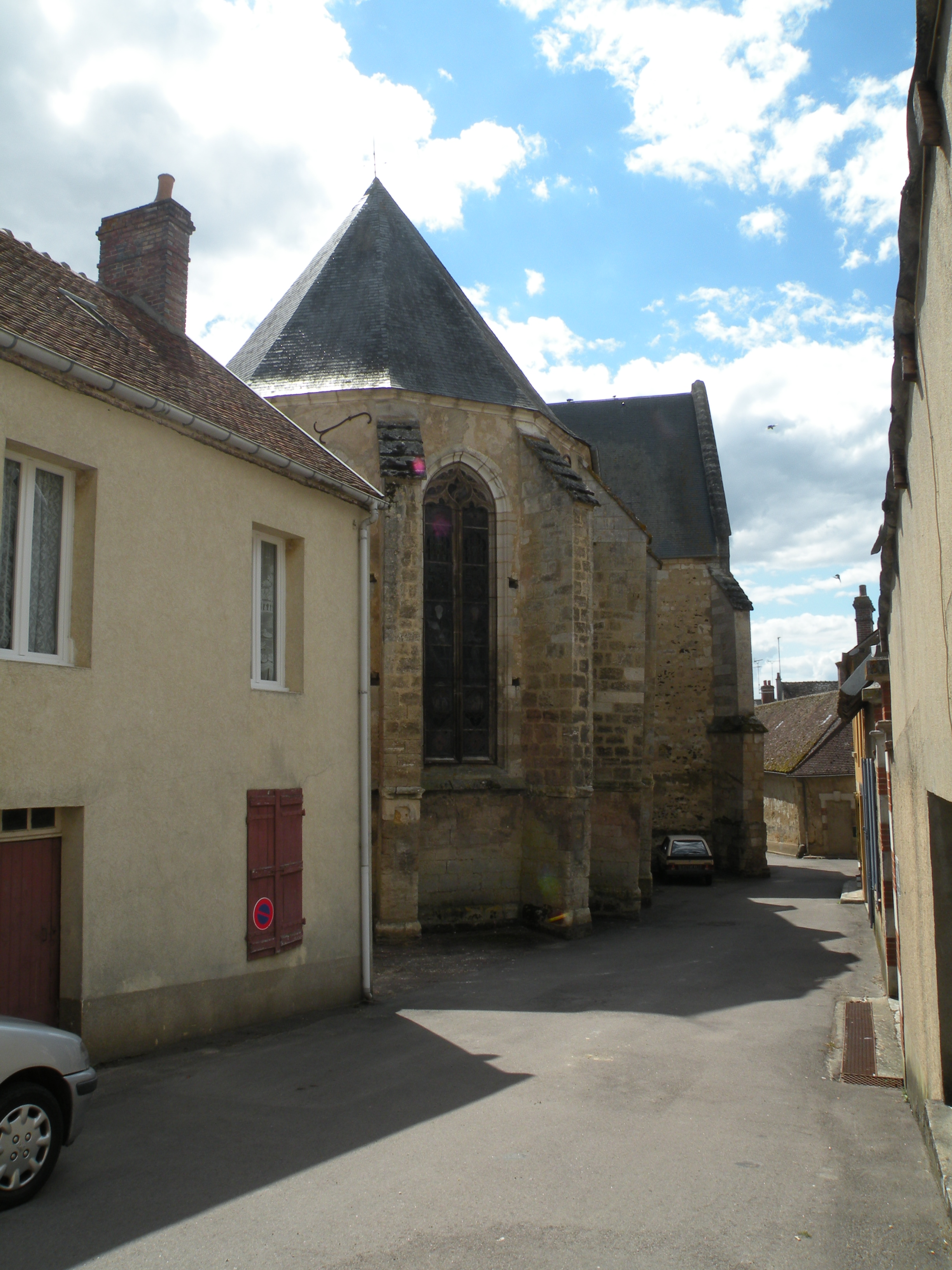
Le chœur vu de l’extérieur.

L’église Saint-Amand a été édifiée au XIIIe siècle et profondément remaniée au XVIe siècle. Des peintures murales, datées sans doute des années 1530, ont été mises au jour lors de travaux de restauration. Elle a été classée par arrêté du 27 août 1975.

### Personnalités liées à la commune
- Arsène-Célestin Fié (1869-1968)), homme politique français, a été maire et conseiller général de Saint-Amand.
- Onésime Delafond (1805-1861), vétérinaire, né à Saint-Amand-en-Puisaye.
- Maurice Miel (1925-), coureur cycliste, né à Saint-Amand-en-Puisaye.
- Jean-Joseph Carriès (1855-1894), sculpteur et potier, s'est installé et a travaillé quelque temps à Saint-Amand-en-Puisaye.
- Robert Deblander (1924-2010), potier. Il travaille à Saint-Amand-en-Puisaye depuis 1962.
- Jean Derval (1925-2010), potier, a appris le métier à Saint-Amand-en-Puisaye.
- Thomas Cartier (1879-1943) est un sculpteur animalier français qui a travaillé et vécu à Saint-Amand-en-Puisaye.
- Anne-Marie David (1952-), chanteuse, gagnante du Grand prix de l'Eurovision en 1973, y vit[42].

## Galerie

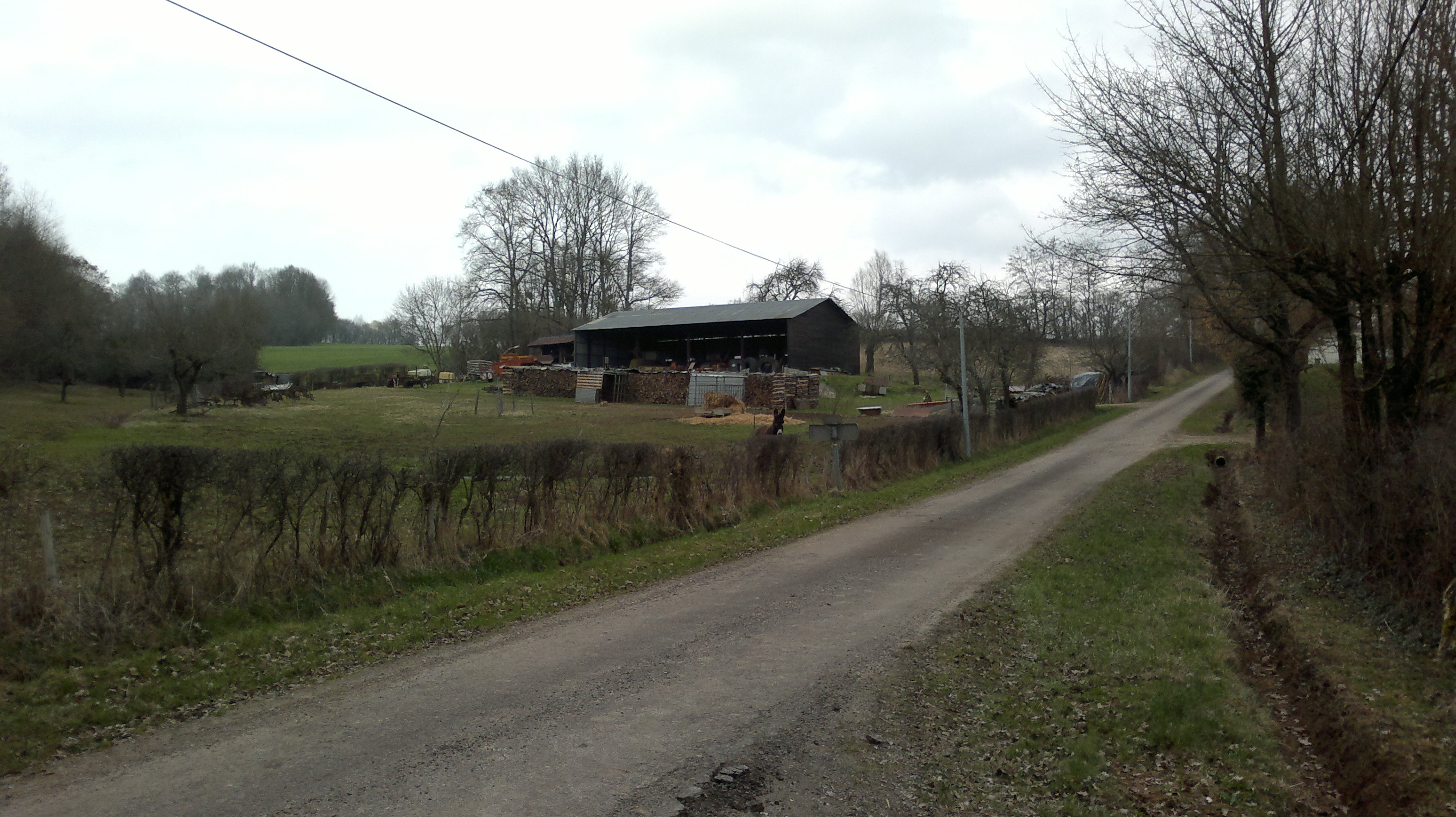
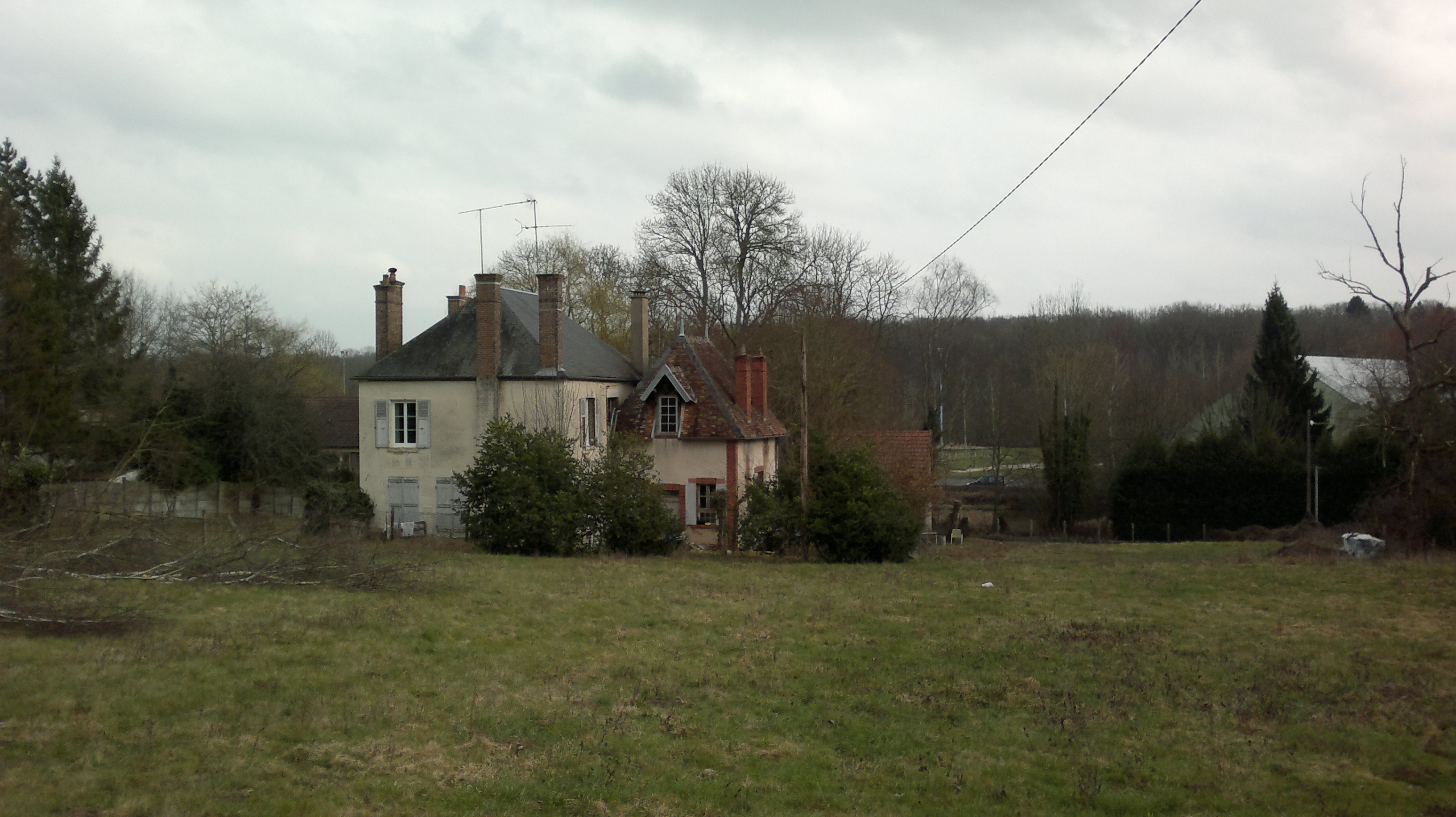
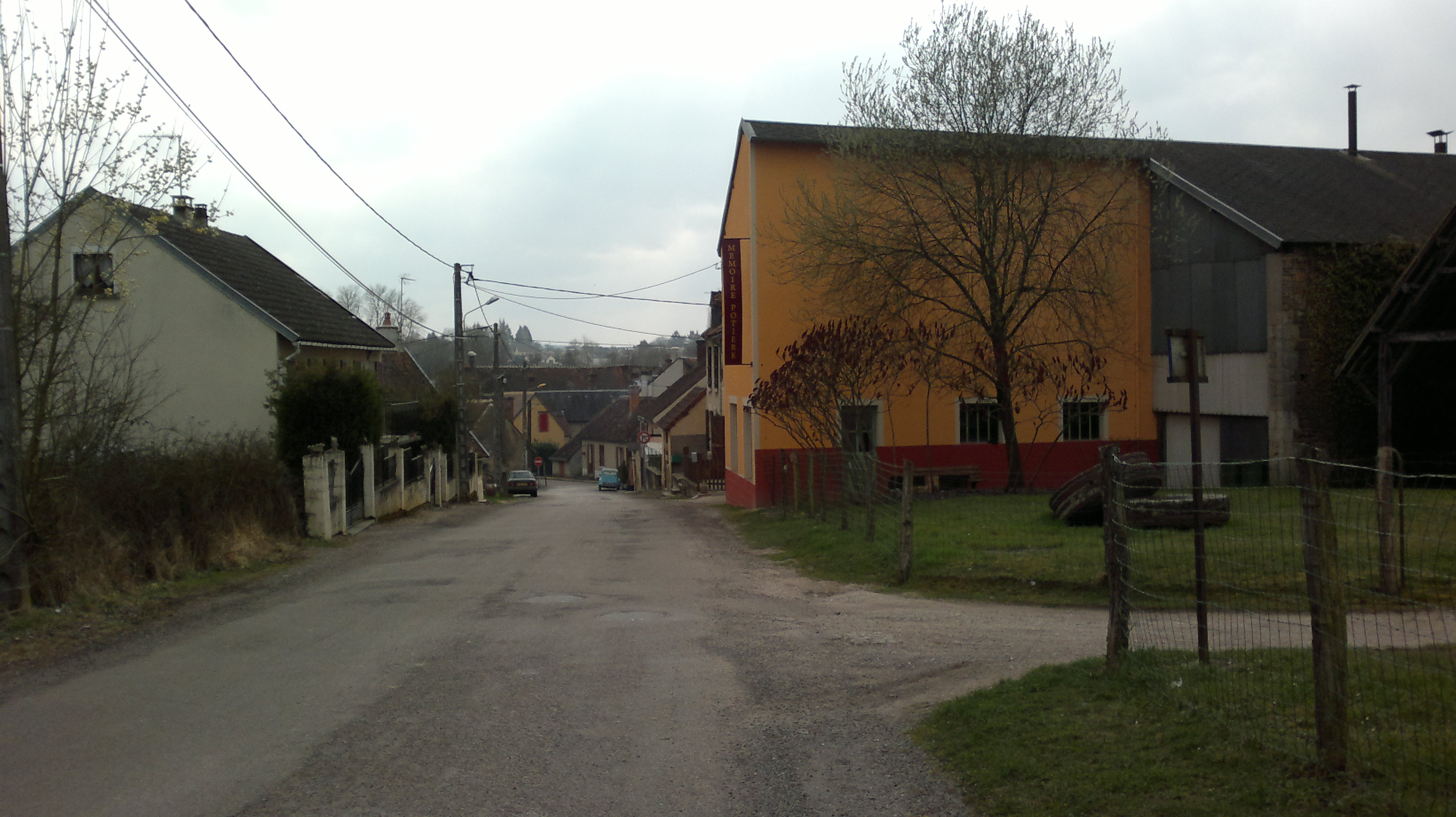
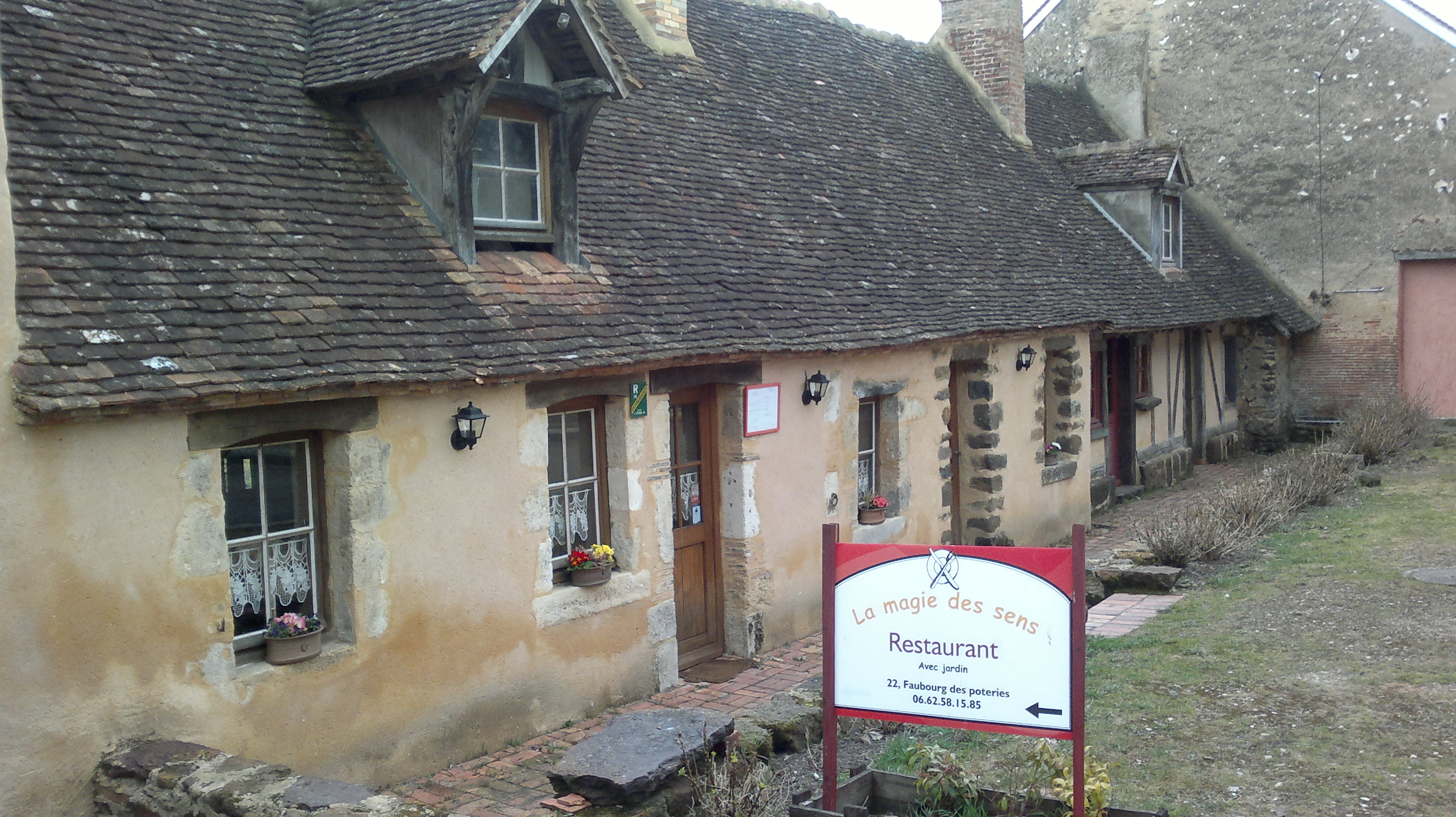
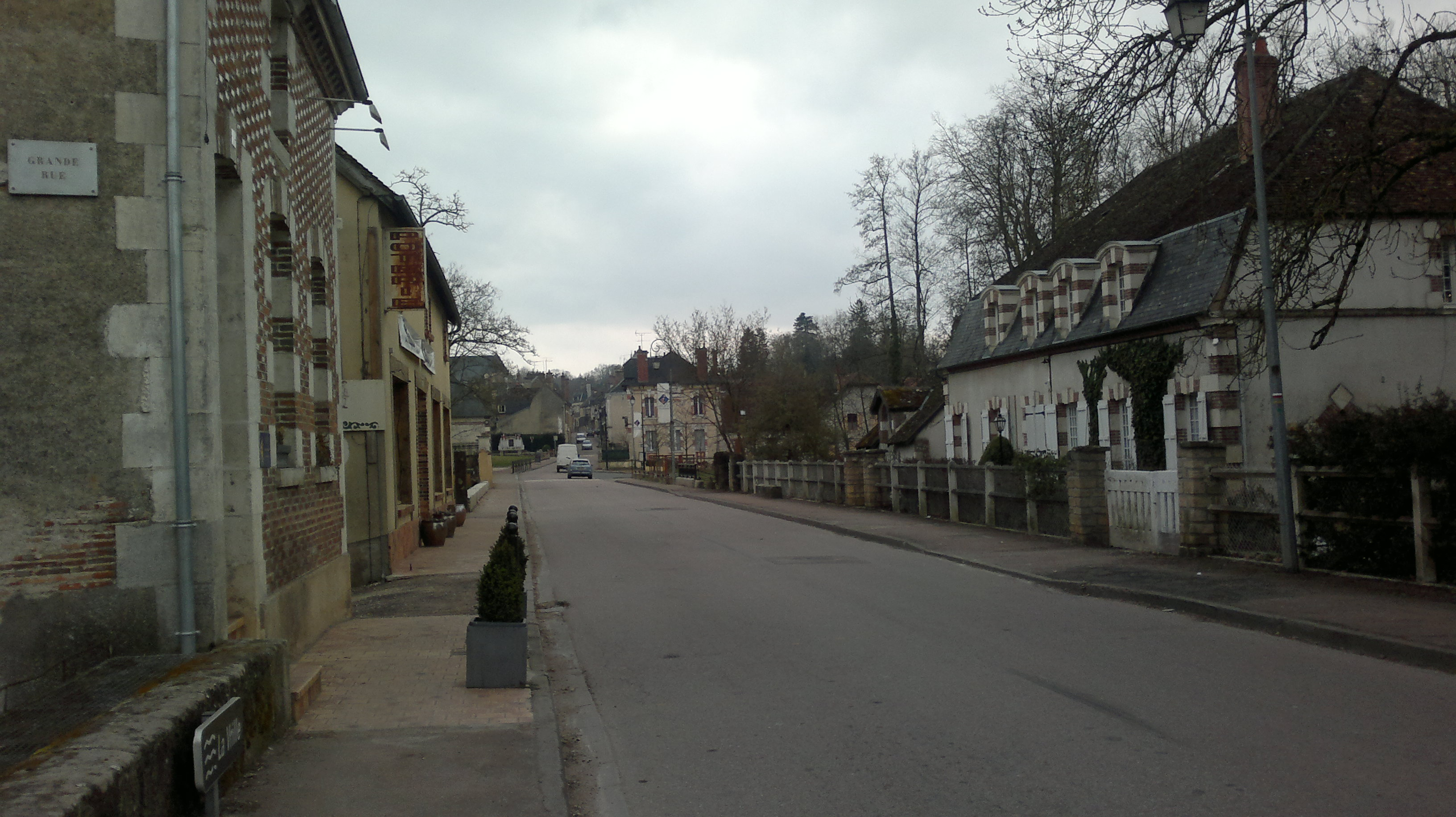
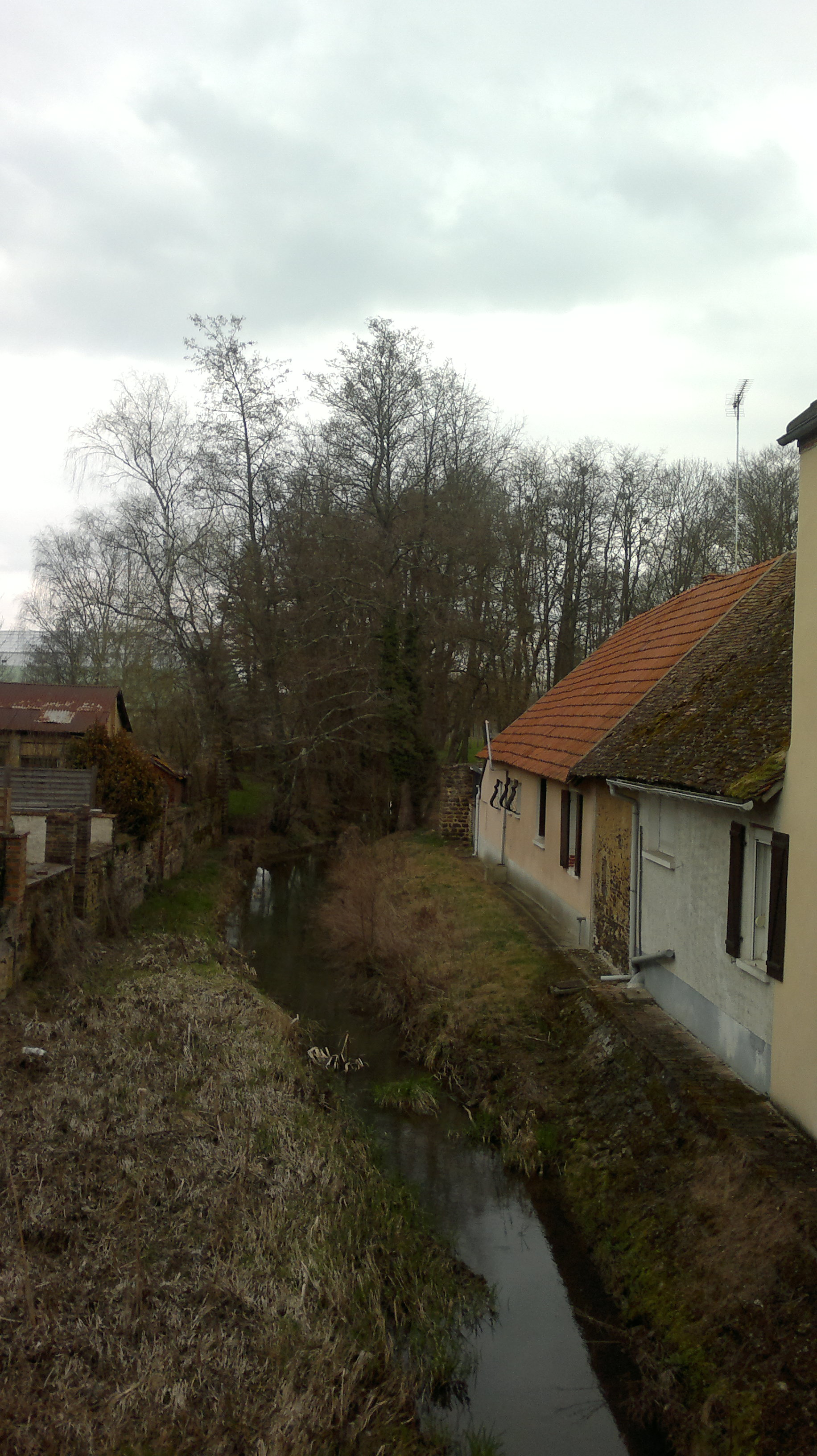
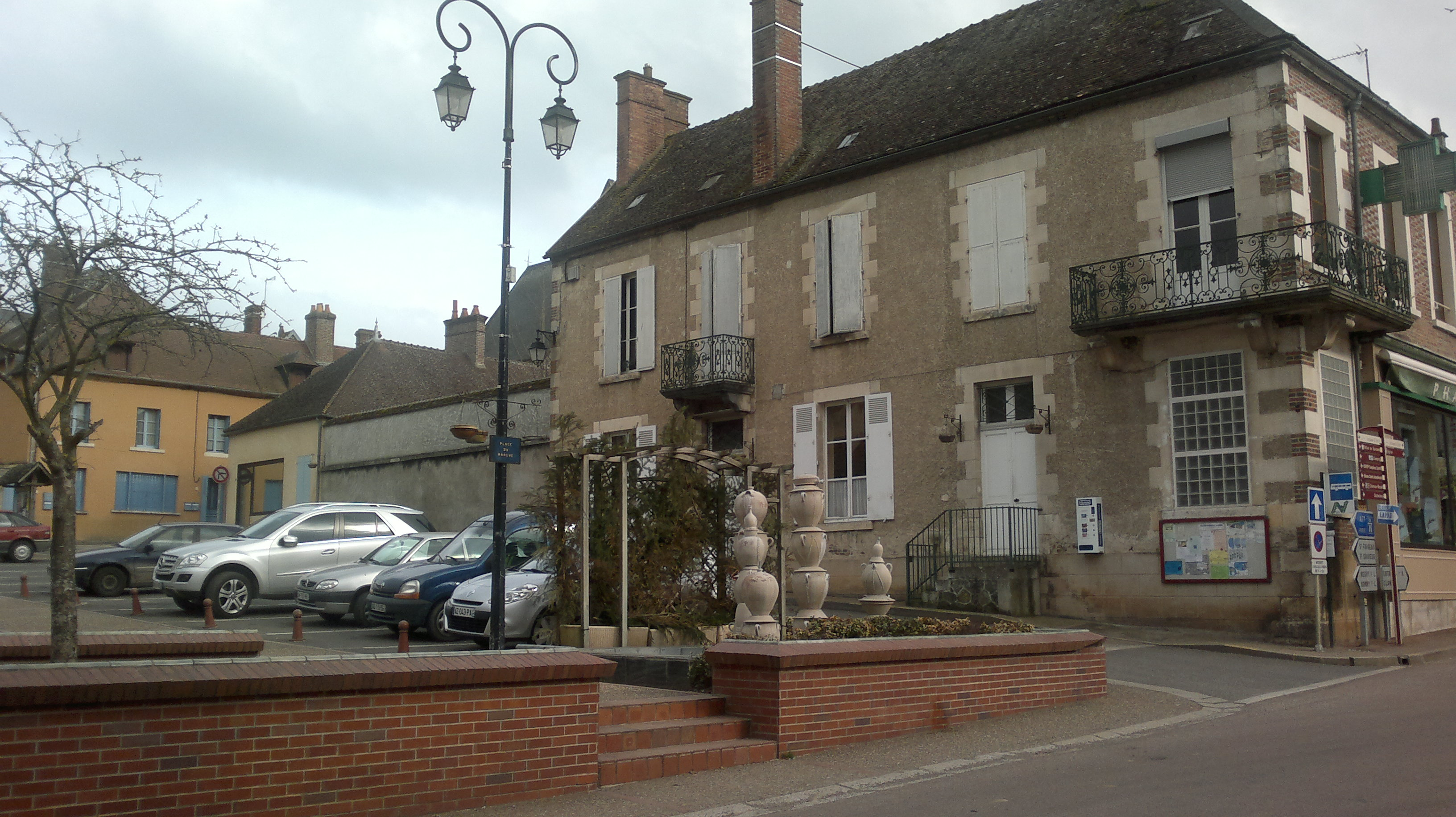
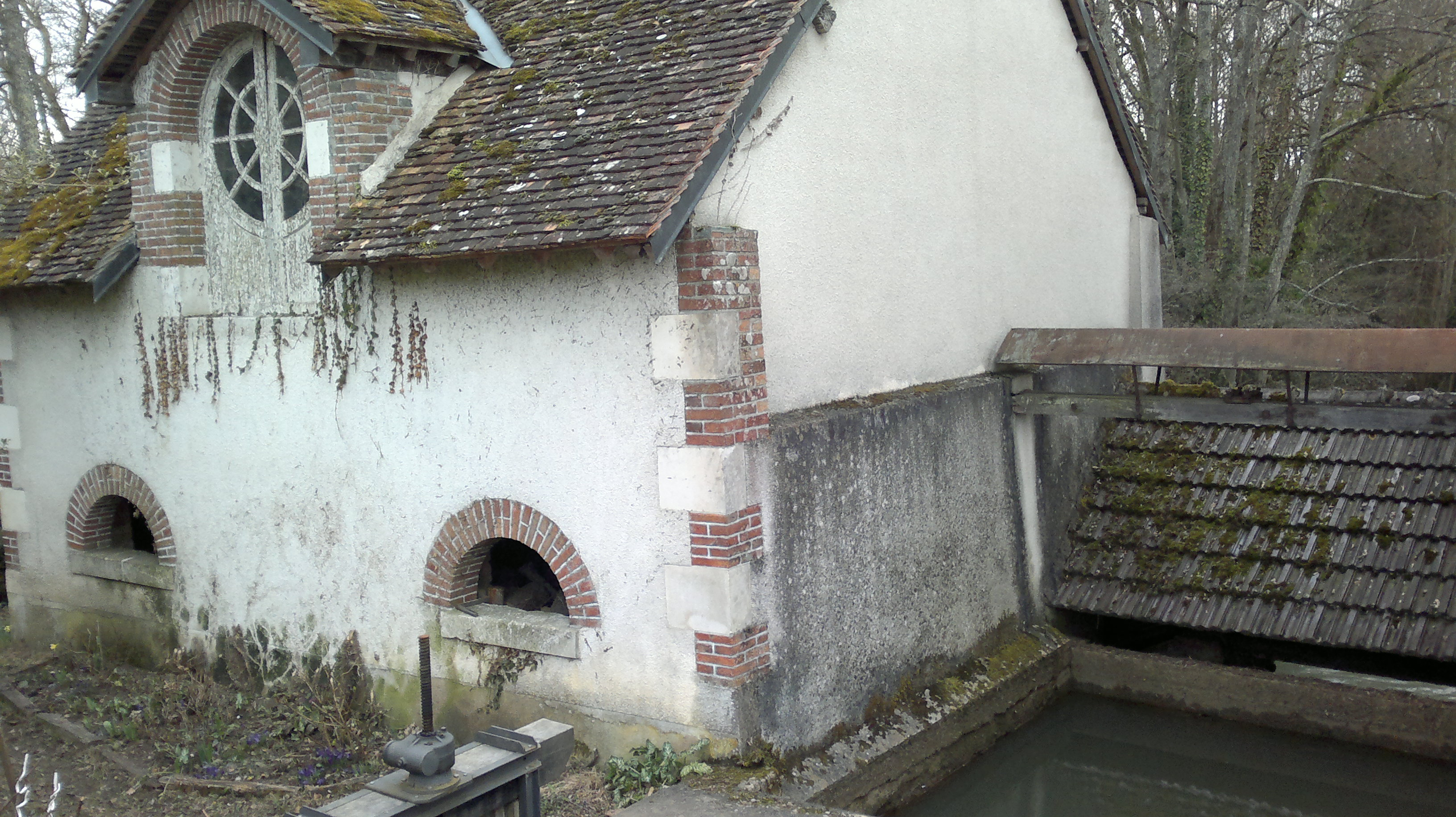